# Teddy Riley
Edward Theodore "Teddy" Riley (Harlem, Nova Iorque, 8 de Outubro de 1967) é um produtor musical, compositor e cantor apontado como um dos criadores do gênero musical new jack swing, que fundiu o hip hop ao R&B no final da década de 1980. Teddy Riley também é lembrado por ter feito parte dos grupos Guy, fundado em 1987, e Blackstreet, lançado em 1993.

## Carreira
A primeira canção de sucesso produzida por ele foi "Just Got Paid", de Johnny Kemp, que chegou à primeira posição da lista da Billboard na primavera de 1988. Teddy Riley também trabalhou com Usher, Mary J. Blige, Mya, R. Kelly, Dr. Dre, Bobby Brown, Keith Sweat e Heavy D. 
O maior sucesso da carreira veio na parceria com Michael Jackson no álbum Dangerous, em 1991, que lhe valeu o primeiro Grammy, um ano depois, em 1992. Entre as contribuições dele para o álbum estão as canções "Remember the Time" e "In The Closet", que conquistaram o primeiro lugar da Billboard. Teddy Riley também dirigiu com Michael Jackson em seus álbuns HIStory, de 1995 e Invincible, de 2001.

## Novidades
Em 2005, o Blackstreet foi reformulado. Riley trabalhou em um álbum do grupo Outsiderz 4 Life, produzindo Wil' Out e outras faixas.
No começo de 2006, Riley começou um retorno do chamado New Jack Swing, com a turnê "New Jack Reunion Tour", apresentando Blackstreet e Guy, além de After 7, SWV e Tony Toni Toné. Na mesma época, em Maio de 2006 durante entrevista com a revista Underground Soul Online, Riley anunciou que estaria trabalhando em dois novos projetos: um novo disco do Blackstreet e outro do Guy.
Em Junho de 2008, um incêndio destruiu o estúdio de Riley em Virginia Beach. Os investigadores disseram que um problema elétrico causou o problema.
Em 2009, trabalhou com a cantora americana Lady Gaga, em uma faixa chamada Teeth, presente no relançamento do primeiro álbum da estrela, o The Fame Monster.